# Message (ViViDの曲)
「message」（メッセージ）は、日本のヴィジュアル系ロックバンド・ViViDのメジャー4作目（通算8作目）のシングル。

## 概要
- 前作「FAKE」から約2か月ぶりのシングル。
- 表題曲はドワンゴ『dwango.jp』のCMソング及びテレビ東京系列『Vの流儀』のエンディングテーマに起用された。CMとのタイアップは初、『Vの流儀』とのタイアップは4作連続となった。
- 初回生産限定盤Aと初回生産限定盤B、スペシャルボーナストラック盤の3形態で発売された。初回生産限定盤Aには特典として表題曲のミュージック・ビデオとメイキング映像、メンバーからのメッセージ映像を収録したDVDが、初回生産限定盤Bには特典として表題曲のミュージック・ビデオと「素顔のViViD」と題されたメンバーのプライベート模様を収録したDVDが同梱された[1]。
- オリコンチャート初登場4位を獲得。2作ぶりのトップ5入りを果たした。

## 収録曲
| 全作詞: シン、全編曲: ViViD、宅見将典。 |             |           |       |      |
| #                                       | タイトル    | 作詞      | 作曲  | 時間 |
| 1.                                      | 「message」 | シン      | イヴ  | 4:53 |
| 2.                                      | 「ring」    | シン      | イヴ  | 3:51 |
| 3.                                      | 「vanity」  | シン      | 零乃  | 4:45 |
| 合計時間:                               | 合計時間:   | 合計時間: | 13:29 |      |

### 解説
1. message
生のストリングスを取り入れた、初のバラードシングル。
2. ring
3. vanity
スペシャルボーナストラック盤にのみ収録されている。

## 参加ミュージシャン
ViViD
- シン：Vocal
- 零乃：Guitar
- 怜我：Guitar
- イヴ：Bass
- Ko-ki：Drums

Support Musician
- クラッシャー木村：Violin (#1)
- 牛山玲名：Violin (#1)
- 武藤宏樹：Violin (#1)
- 藤田弥生：Violin (#1)
- 細川亜維子：Viola (#1)
- 館泉礼一：Viola (#1)
- 赤荻雄二：Music Transcrider (#1)

## タイアップ
- ドワンゴ『dwango.jp』CMソング (#1)
- テレビ東京系列音楽番組『Vの流儀』2012年1月度エンディングテーマ (#1)

## 収録アルバム
- INFINITY (#1)
- ViViD THE BEST (#1,2,3)